# عبد الله نجات كوتشر
عبد الله نجات كوتشَر (بالتركية: Abdullah Nejat Koçer)‏, (ولد: 20 أغسطس 1963, في غازي عينتاب, تركيا) سياسي تركي. ونائب حالي وسابق في البرلمان التركي لأكثر من دورة ممثلا عن حزب العدالة والتنمية.